# FA 샤울랴이
FA 샤울랴이(FA Šiauliai) 또는 샤울랴이 축구 아카데미(Football Academy of Šiauliai)는 샤울랴이 시에 위치한 리투아니아 축구 아카데미이다. 팀명은 "샤울랴이"이다. 이 아카데미는 여자부와 남자부 팀, 그리고 "U" 리그에 참가하는 어린이 및 유소년 팀을 양성한다. 남자부는 현재 리투아니아 축구 최상위 리그인 A 리가(A Lyga)에서 활동하고 있다.

## 역사
샤울랴이 축구 아카데미는 2007년 나폴리스 샤울랴이와 "클레바스(Klevas)" 스포츠 학교가 합병하여 설립되었다.

### 남자부
남자부는 FA 샤울랴이라는 이름으로 참가한다.
2010년과 2016년에는 III 리가(4부 리그)의 샤울랴이 지역 챔피언십에 참가했다.
2017년과 2018년에 팀은 II 리가(3부 리그)에서 뛰었다. 2017년에는 4위, 2018년에는 6위를 차지했다.
2018년 리투아니아 풋볼 컵에서 FA 샤울랴이는 16강 1차전에서 FK 수두바 마리얌폴레에게 0:7로 패했다.
2019년 FA 샤울랴이는 2018년 II 리가에서 6위를 차지했음에도 불구하고 I 리가(2부 리그)에서 뛰기 위한 라이선스를 신청했다. 라이선스 기준을 충족하지 못해 I 리가 라이선스가 발급되지 않았다. 그러나 예외적으로 2019년 LFF I 리가에서 뛰었고 6위를 차지했다.
2021년 FA 샤울랴이는 다음 시즌부터 역사상 처음으로 A 리가(1부 리그)에서 뛰기 위한 라이선스를 신청했다.